# Kunlavut Vitidsarn
 (avril 2021).
La mise en forme du texte ne suit pas les recommandations de Wikipédia : il faut le « wikifier ».
Les points d'amélioration suivants sont les cas les plus fréquents. Le détail des points à revoir est peut-être précisé sur la page de discussion.
- Les titres sont pré-formatés par le logiciel. Ils ne sont ni en capitales, ni en gras.
- Le texte ne doit pas être écrit en capitales (les noms de famille non plus), ni en gras, ni en italique, ni en « petit »…
- Le gras n'est utilisé que pour surligner le titre de l'article dans l'introduction, une seule fois.
- L'italique est rarement utilisé : mots en langue étrangère, titres d'œuvres, noms de bateaux, etc.
- Les citations ne sont pas en italique mais en corps de texte normal. Elles sont entourées par des guillemets français : « et ».
- Les listes à puces sont à éviter, des paragraphes rédigés étant largement préférés. Les tableaux sont à réserver à la présentation de données structurées (résultats, etc.).
- Les appels de note de bas de page (petits chiffres en exposant, introduits par l'outil «  Source ») sont à placer entre la fin de phrase et le point final[comme ça].
- Les liens internes (vers d'autres articles de Wikipédia) sont à choisir avec parcimonie. Créez des liens vers des articles approfondissant le sujet. Les termes génériques sans rapport avec le sujet sont à éviter, ainsi que les répétitions de liens vers un même terme.
- Les liens externes sont à placer uniquement dans une section « Liens externes », à la fin de l'article. Ces liens sont à choisir avec parcimonie suivant les règles définies. Si un lien sert de source à l'article, son insertion dans le texte est à faire par les notes de bas de page.
- La présentation des références doit suivre les conventions bibliographiques. Il est recommandé d'utiliser les modèles {{Ouvrage}}, {{Chapitre}}, {{Article}}, {{Lien web}} et/ou {{Bibliographie}}. Le mode d'édition visuel peut mettre en forme automatiquement les références.
- Insérer une infobox (cadre d'informations à droite) n'est pas obligatoire pour parachever la mise en page.

Pour une aide détaillée, merci de consulter Aide:Wikification.
Si vous pensez que ces points ont été résolus, vous pouvez retirer ce bandeau et améliorer la mise en forme d'un autre article.
Kunlavut Vitidsarn (en thaï : กุลวุฒิ วิทิตศานต์), né le 11 mai 2001 à Bangkok, est un joueur thaïlandais de badminton. En 2017, 2018 et 2019, il remporte les trois éditions de la coupe du monde junior. Il est le premier joueur à porter le titre de triple champion du monde junior en simple homme. En 2019, il gagne aussi les Championnats d'Asie Junior en simple homme, compétition dans laquelle il avait remporte la médaille d'argent l’année précédente, et la médaille de bronze deux ans auparavant . Il remporte la médaille d'argent aux Championnat du monde 2022 puis la médaille d'or lors des Championnats du monde 2023. Il remporte la médaille d’argent aux Jeux olympiques de Paris en 2024.

## Carrière

### Évolution en Junior

#### Championnat du Monde Junior
| Année | Lieu                  | Adversaire    | Score              | Résultat |
| ----- | --------------------- | ------------- | ------------------ | -------- |
| 2017  | Yogyakarta, Indonésie | Leong Jun Hao | 17-21, 21-15, 21-9 | Or       |
| 2018  | Markham, Canada       | Kōdai Naraoka | 21-9, 21-11        | Or       |
| 2019  | Kazan, Russie         | Christo Popov | 21-8, 21-11        | Or       |

#### Championnat d'Asie Junior
| Année | Lieu               | Adversaire    | Score               | Résultat |
| ----- | ------------------ | ------------- | ------------------- | -------- |
| 2017  | Jakarta, Indonésie | Leong Jun Hao | 21-19, 14-21, 21-23 | Bronze   |
| 2018  | Jakarta, Indonésie | Lakshya Sen   | 19-21,18-21         | Argent   |
| 2019  | Suzhou, Chine      | Liu Liang     | 21-14, 21-13        | Or       |

### Championnats du monde
Simple Homme
| Année | Lieu                                       | Adversaire     | Score        | Résultat  |
| ----- | ------------------------------------------ | -------------- | ------------ | --------- |
| 2022  | Tokyo Metropolitan Gymnasium, Tokyo, Japon | Viktor Axelsen | 5–21, 16–21  | Finaliste |
| 2023  | Royal Arena (en), Copenhague, Danemark     | Kōdai Naraoka  | 21-11, 21–11 | Champion  |

### Jeux Olympiques
Simple Homme
| Année | Lieu                        | Adversaire     | Score        | Résultat |
| ----- | --------------------------- | -------------- | ------------ | -------- |
| 2024  | Adidas Arena, Paris, France | Viktor Axelsen | 11–21, 11–21 | Argent   |